# 胡诚林
胡诚林（1974年—），男，陕西人，中国道士，现任西安万寿八仙宫监院，中国道教协会副会长，陕西省道教协会会长，第十三届全国政协委员。